# Vedano Olona
Vedano Olona är en ort och kommun i provinsen Varese i regionen Lombardiet i Italien. Kommunen hade 7 427 invånare (2018).